# Сиюн, Фредерик
Фредерик Сиюн (Frederik Sioen) (Гент, 14 июль 1979) – бельгийский автор-исполнитель песен.
Его визитной карточкой является хриплый голос. Хотя его родной язык нидерландский язык, он поёт на английском языке. Он аккомпанирует себе на пианино, и в состав его коллектива входят также гитарист и барабанщик, иногда скрипач или виолончелист.

## Биография
Он учился теории музыки у отца, а классическую музыку и игру на флейте изучал в музыкальной школе. Параллельно он учился играть на ударных инструментах.
Когда ему было 16 лет, он проходил прослушивание в гентской рок-группе “Medium”. Он начал писать собственные инструментальные композиции и песни, сначала для гитары, а потом для пианино. Этот инструмент дал ему больше возможностей по формированию собственного стиля. Фредерик Сиюн записал свою первую демозапись "S" под влиянием своего хорошего друга, позже ставшего его менеджером, Тома Деклерка, который как-то услышал Фредерика, когда тот играл на пианино и пел. Он скоро выбрал певческий псевдоним, потому что его уже в молодости назвали "Сиюн".

## Дебют
Вместе с Томом Деклерком он создал некоммерческую организацию Керемос, которая поддерживает талантливых молодых людей. Благодаря этому, он познакомился со скрипачом Рено Гильбертом. Они решили выступать вместе и записать первый альбом. После нескольких / многочисленных экспериментов с гитаристом, скрипачами и бэк-вокалистами они создали музыкальную группу с Якобом Нахтергале и Ессе Врилинк. В итоге в марте 2003 года в студии был записан дебютный альбом с помощью Питера-Яна Де Смета. Сиюн достиг первого успеха, когда его первый сингл ‘Cruisin’ занял высокое место в хит-парадах.  После того, как Сиюн выступил на больших концертах и фестивалях, oн получил предложение написать саундтрек к фламандскому фильму. Саундтрек, который стал вторым синглом Сиюна, достиг такого же большого успеха.
Альбом ‘See you naked’ был выпущен в Голландии, в Германии, в Австрии, в Швейцарии и даже в Южной Корее.

## Турне по Южной Корее
В 2012 году Сиюн выступил в Сеуле, в Южной Корее. Его сингл Cruisin’ был без ведома Сиюна использован в рекламном ролике. В этом ролике главную роль сыграла Гвинет Пэлтроу. Корейские продюсеры альбомов нашли сингл на музыкальной выставке и поэтому использовали Cruisin’ в ролике. Сингл получил много позитивных реакций в социальных сетях, благодаря которым Сиюн смог сделать маленькое турне по Южной Корее.
В рамках проекта Calling up Soweto он пригласил южнокорейскую музыкальную группу 3rd Line Butterfly в Гент.

## Перелом и второй альбом
В 2004 году Сиюн дал концерт «Sioen says Boom!», на который он пригласил таких известных бельгийских музыкантов, как Тутс Тилеманс и Габриел Риос. СМИ похвалили живое выступление, и Сиюна стали приглашать на разные бельгийские музыкальные фестивали.
В 2005 году он получил несколько разных премий и записал второй альбом, озаглавленный ‘Ease your mind’. Состав группы в тот момент уже сильно изменился. В записи последней песни второго альбома опять участвовал Тутс Тилеманс. Второй альбом вышел 4 апреля 2005 года в рамках проекта ‘Ceci N’est Pas Un Film’. Сиюн сыграл живой концерт в маленьком театре в Генте, который одновременно показывали в некоторых кинотеатрах в Бельгии и за рубежом. В итоге более 5000 зрителей смогли посмотреть “живой” концерт. В том же году появились DVD концерта и дополнительный документальный фильм, который первый раз продемонстрировали на гентском кинофестивале.

## Другие успехи
После очень удачного акустического турне ‘In No One’s Interest’ в марте 2006 года с двумя другими музыкантами Сиюн выступил в Пекине, куда он был приглашен на городской фестиваль. В тот момент состав группы уже определился. Поездка в Китай была хорошим признаком постоянного успеха.
После того как Сиюн сам записал два альбома, в 2007 году он заключил контракт с лейблом Universal Records для выпуска третьего альбома ‘A Potion’. Его сингл ‘No conspiracy at all’ был популярным на радио и на телевизоре. В том же году он выступил на гентском фестивале джаза. Он также выступает в Германии, во Франции и в Малайзии.

## Сиюн вСоуэто
Ещё в 2007 году Сиюн улетел в Соуэто, чтобы играть c местными музыкантами. Там было организовано прослушивание и были отобраны четыре певицы, которые могли выступать с Сиюном на подпевках. Некоторые музыканты из Соуэто прилетели в Бельгию, чтобы дать совместный концерт c Сиюном во время Гентских праздников. Четвёртый альбом ‘Calling up Soweto’ был записан после большого успеха его концерта на Гентских праздниках.

## Проекты
В августе 2014 года, Сиюн уже второй раз организовал в Генте музыкальный проект, во время которого несколько пианино выставляются в разных неожиданных городских местах. Все прохожие могут поиграть на пианино. Он также организует музыкальные мероприятия специально для детей. Благодаря этим проектам он был номинирован на звание самого замечательного гентца в 2010, 2013 и 2014 году .
Кроме того, Сиюн сочинил музыку для нескольких сериалов и фильмов, среди которых фламандский сериал ‘Marsman’, который был номинирован на премию международного фестиваля видеозвуковых программ во Франции. Он также сочинил музыку для мультфильма The Tie, который был выдвинут на приз берлинского международного кинофестиваля.
13 марта 2015 года вышел в свет новый и пятый альбом ‘Man mountain’.